# Composite Tissue Allotransplantation
Unter der Composite Tissue Allotransplantation (engl. für Verschiedene-Gewebe-Transplantation oder Zusammengesetzte-Gewebe-Transplantation) oder verkürzt CTA versteht man eine Verpflanzung von zusammengesetzten Geweben von einem toten Individuum (Spender) auf ein anderes (Empfänger) im Rahmen einer Transplantation. Es handelt sich somit um eine Sonderform der Allotransplantation. Die einzelnen Gewebetypen sind dabei verschieden, aber untereinander verbunden und bilden einen einzelnen Körperteil. Dies ist z. B. bei einer Hand der Fall. Im Falle einer CTA nennt man das so transplantierte Gewebe auch Composite Tissue Allograft.
Da manche Körperteile, wie Gesicht, Arm, Bein etc., nach Verlust nur schlecht oder gar nicht rekonstruiert werden können und sich kein adäquater Ersatz in Prothesen finden lässt, stellt die CTA für manche Patienten eine echte Option bei der Wiederherstellung ihrer vollen Funktionalität dar. Damit ist die Transplantationschirurgie in ein Feld vorgestoßen, in dem es nicht mehr allein darum geht, Leben zu retten, sondern nunmehr auch darum, die Lebensqualität zu verbessern.
Die CTA kann gute und ansprechende Ergebnisse liefern, besonders im Vergleich zu konventionellen Methoden, wenn es z. B. darum geht, dem Patienten zu einem neuen Gesicht zu verhelfen. Allerdings ist sie auch umstritten – Hauptkritikpunkt ist die lebenslange Einnahme von Medikamenten, die das Immunsystem unterdrücken (Immunsuppressiva), obwohl die CTA keine lebensnotwendige Maßnahme darstellt – und wird daher nur bei streng ausgewählten Patienten vorgenommen.

## Historisches
- zur Geschichte der Handtransplantation siehe: Geschichte der Handtransplantation
- zur Geschichte der Gesichtstransplantation siehe: Geschichte der Gesichtstransplantation

Die Geschichte der Composite Tissue Allotransplantation ist eigentlich sogar älter als die der Organspende selbst.
Der Legende zufolge gelang bereits den Brüdern Cosmas und Damian im frühen Mittelalter, ein verfaultes Bein durch das eines Toten zu ersetzen. Im 15. und 16. Jahrhundert inspirierte diese Geschichte zahlreiche Maler zu Bildern, die somit die erste Transplantation überhaupt darstellten. Über tausend Jahre später beschreibt der italienische Arzt Gaspare Tagliacozzi die Transplantation einer Nase eines Sklaven an seinen Herrn. Und Alexis Carrel schließlich experimentierte bereits 1906 mit der Verpflanzung von Hundebeinen, wobei er allerdings auf massive Probleme mit der Abstoßung stieß, so dass alle Hunde starben.
Der erste Versuch einer Handtransplantation am Menschen ist dann 1964 in Ecuador unter Verwendung von Azathioprin und Steroiden zur Immunsuppression vorgenommen worden, allerdings musste die Hand bereits nach zwei Wochen wegen einer progredienten Abstoßung wieder abgenommen werden. Erst die Entwicklung der moderneren Immunsuppressiva in den 1980er und 1990er Jahren machte es möglich, die Abstoßungsreaktionen des Körpers besser zu kontrollieren. Mit dem damaligen Cyclosporin A war es allerdings immer noch unmöglich, Allografts (das transplantierte Organ), die aus zusammengesetztem Gewebe mit Haut bestanden, zu verpflanzen. 1997 wurde schließlich über eine erfolgreich verhinderte Abstoßungsreaktion bei einer CTA berichtet, indem man eine Therapie aus Tacrolimus, Mycophenolat-Mofetil (MMF) und Prednison zur Immunsuppression anwandte.
Daraufhin kam es am 23. September 1998 in Frankreich zur weltweit ersten erfolgreichen Handtransplantation und im Zeitraum eines weiteren Jahres zu zwei weiteren Transplantationen, nämlich am 23. Januar 1999 in Louisville (Kentucky) und am 21. September 1999 in Guangzhou (China). Am 2. Februar 2001 musste die erste transplantierte Hand (Frankreich) allerdings wegen Schwierigkeiten mit der Immunsuppression wieder abgenommen werden.
Im Jahr 2000 erfolgte weiterhin die erste bilaterale (beidseitige) Handtransplantation, 2005 die erste allogene Gesichtstransplantation und 2008 die erste bilaterale Armtransplantation in München. Seitdem erfolgten weltweit über 65 Hand- und 15 partielle Gesichtstransplantationen (Stand: 2011).
Im Tierversuch gelangen sogar Kopftransplantationen; Wladimir Petrowitsch Demichow gilt diesbezüglich als Pionier.

## Methode und Vorgehen
für spezielles Vorgehen bei den einzelnen Transplantationsformen siehe:
- Handtransplantation für das Vorgehen bei der Handtransplantation
- Gesichtstransplantation für das Vorgehen bei der Gesichtstransplantation

### Präoperatives Vorgehen – Bedingungen für eine CTA
Bei einer Composite Tissue Allotransplantation muss man wie bei jeder Operation immer die in Aussicht gestellten Chancen gegen das vorhandene Risiko abwägen. Bislang durchgeführte CTAs sind daher auch nur bei streng selektierten Patienten vorgenommen worden, bei denen das Ausschöpfen aller konservativen und konventionellen, chirurgischen Behandlungsmöglichkeiten zu keinem ansprechenden Ergebnis führte. Die Eignung (auch die psychologische) des Patienten wiederum ist unerlässlich für ein gutes Ergebnis bei der CTA, gerade in Hinblick darauf, die Wahrscheinlichkeit für eine Abstoßung durch psychopathologische Reaktionen möglichst gering zu halten.
Eine Transplantation stellt immer eine gewisse psychologische Herausforderung an den Patienten dar, er muss das Transplantat als neuen Teil von sich akzeptieren, obwohl er von einem anderen Menschen stammt. Bei der CTA ist dies besonders schwierig, da das Transplantat in den meisten Fällen sichtbar ist und wahrscheinlich großen Einfluss auf die Selbstwahrnehmung des Patienten hat. Ganz besonders trifft dies natürlich auf eine Gesichtstransplantation zu. Bewerber für eine CTA müssen sich daher oft einem intensiven psychologischen Screening stellen und werden in zahlreichen Gesprächen psychisch auf die bevorstehende Transplantation vorbereitet.
Weiterhin muss sich ein potentieller Kandidat für eine CTA in guter körperlicher Verfassung befinden. Dies ist zum einen nötig, um den Eingriff selbst ohne größere Komplikationen zu überstehen, zum anderen aber, um trotz lebenslanger Immunsuppression gut leben zu können.
K. Knobloch und andere definierten daher folgende Einschluss- und Ausschlusskriterien für eine (Teil-)Gesichtstransplantation bei Erwachsenen:
| Einschlusskriterien | Ausschlusskriterien                             |
| --- | ----------------------------------------------- |
| totale bilaterale Zerstörung des Musculus orbicularis oculi (Augenringmuskel) oder des Musculus orbicularis oris (Schließmuskel des Mundes) | Instabile psychische Situation des Patienten    |
| Evaluation (Bewertung) durch ein Expertenkomitee                                                                                            | Unmittelbare Rekonstruktion nach der Verletzung |
| Psychiatrische Evaluation | Abhängigkeiten (z. B. Alkohol)                  |
| Bestehende Krankenversicherung | Krebs                                           |

Des Weiteren wurden diese Punkte als mögliche Indikationen für eine CTA beschrieben:
- ein- oder beidseitige Amputation der oberen Extremität in Höhe des Handgelenks, des Unter- oder Oberarms
- gegebenenfalls langstreckige Plexus-brachialis-Defekte
- nicht anderweitig rekonstruierbare Defekte im Gesichtsbereich
- fehlende bzw. nicht anderweitig rekonstruierbare Bauchdeckendefekte
- Penistransplantation
- vaskularisierte Knietransplantation
- Kehlkopftransplantation
- beidseitige Amputation der Füße oder Unterschenkel

### Operatives Vorgehen
Composite Tissue Allotransplantationen sind keine einfachen Eingriffe, dauern zumeist mehrere Stunden und erfordern das gleichzeitige Operieren mehrerer Teams. Das operative Vorgehen bei den verschiedenen Formen der CTA kann sich voneinander unterscheiden, beispielsweise ist es bei einer Handtransplantation notwendig, die Knochen von Spender und Empfänger miteinander zu verbinden. In jedem Fall aber werden für eine CTA Kenntnisse in der Mikrochirurgie benötigt, die diese Form der Transplantation erst möglich machen, da Nerven, Blutgefäße und Sehnen miteinander verbunden werden müssen. Dabei kann die Vorbereitung des Körperteils am Empfänger und am Spender die Chirurgen leicht vor Herausforderungen stellen: Die entsprechenden Stellen sind anatomisch oftmals komplex und erfordern ein hohes Maß an Präzision. Außerdem birgt der Eingriff die Gefahr eines hohen Blutverlustes beim Empfänger.

### Postoperatives Vorgehen/Ergebnis
Der Patient verbleibt zunächst wenige Tage auf der Intensivstation, bevor man ihn auf eine normale Station verlegen kann. Dort schließt sich dann ein ein- oder zweiwöchiger Krankenhausaufenthalt an, diese Zahl kann aber stark schwanken und hängt von vielen unterschiedlichen Faktoren ab. Während dieser Zeit findet auch eine psychologische und physiotherapeutische Betreuung statt. Nach ihrer Entlassung müssen die Transplantierten zu routinemäßigen Untersuchungen ins Krankenhaus kommen, unter anderem um eine Abstoßungsreaktion ausschließen zu können. Diese routinemäßigen Besuche werden mit der Zeit – und wenn keine Komplikationen auftreten – dann immer seltener.
Eine sofortige Funktion des neuen Körperteils ist bei einer CTA nicht möglich. Die Axone aller Nervenzellen im Transplantat sterben spätestens nach der Operation ab, zurück bleiben nur die Myelinscheiden, so dass die Nervenzellen des Körpers erst wieder in den neuen Körperteil einwachsen müssen. Dies geschieht mit einer Geschwindigkeit von ca. einem Millimeter pro Tag, so dass es etwa drei bis vier Monate bei einer Gesichtstransplantation und zwei Jahre bei einer Armtransplantation dauert, bis sich im kompletten Körperteil wieder ein Gefühl eingestellt hat.
Krankengymnastik, Elektrotherapie und eine neurokognitive Behandlung werden je nach Eingriff eingesetzt, um dem Patienten dabei zu helfen, sich an seinen neuen Körperteil zu gewöhnen.
Zusammen mit den Nervenzellen bilden sich auch neue Blutgefäße im transplantierten Gewebe (Kollateralisation), so dass die Blutversorgung mit der Zeit immer besser wird, wie neuere Untersuchungen an drei Patienten gezeigt haben. Chirurgen erhoffen sich, dass sich durch diese Erkenntnisse künftige Transplantationen besser planen lassen.
Außerdem wurde gezeigt, dass der motorische Kortex im Gehirn eine neue Hand reintegrieren kann. So können bis zu 75 % der Funktionalität eines normalen Gesichts beziehungsweise einer normalen Hand erreicht werden. Dieses sehr gute funktionelle Ergebnis in Verbindung mit einer ansprechenden Ästhetik ermöglicht es dem Patienten, (fast) vollständig ins soziale Leben zurückzukehren und die meisten psychologischen Probleme zu vermeiden.

### Immunsuppression
Prinzipiell verwendet man für CTAs dieselben das Immunsystem unterdrückenden Medikamente wie für andere Transplantationen. Das wären ein Calcineurin-Hemmer, MMF oder Rapamycin und Steroide. Tatsächlich hat sich bis jetzt auch nicht bestätigt, dass die Dosis der Medikamente wesentlich erhöht werden müsste.
Bei der CTA muss man jedoch genauer auf eine mögliche Abstoßungsreaktion achten, da die Haut als Barriere zur Außenwelt mit einem besonders aggressivem Immunsystem ausgestattet ist. Beispielsweise bekämpft der Körper eine neue Hand in zwei von drei Fällen. Allerdings lässt sich eine solche Abstoßungsreaktion für gewöhnlich mit Cortison kontrollieren.
Eine Studie aus dem Jahr 2005 legt außerdem nahe, dass die Haut einer stärkeren Gefährdung für eine Abstoßung unterliegt. Marker für das Ausmaß der Abstoßung sind dabei die Expression der Gene CD68, Foxp3 und INDO (Indolamin-2,3-Dioxygenase) und die Menge an CD4/8, die mit dem Schweregrad der Abstoßung zunimmt. Ebenfalls mit der Abstoßung korrelieren das interzelluläre Adhesion-Molekül-1 und E-selectin. Dagegen lässt sich die Abstoßungsreaktion offenbar experimentell im Tierversuch mit einer Kombination aus Efomycin M, Antithymocyt-Globulin und Tacrolimus verhindern.
Eine systematische Erfassung bzw. Zusammenstellung der wichtigsten Punkte und Behandlungsmöglichkeiten gibt es in diesem Zusammenhang nicht, so dass von Fall zu Fall individuell reagiert werden muss.
Wie genau sich ein Composite Tissue Allograft auf lange Zeit verhält, ist noch unbekannt. Durch das Wachstum der Axone wird sich langsam wieder ein Gefühl in dem neuen Körperteil einstellen und die Funktionalität wird sich vermutlich weiter verbessern, aber diese Erfolge werden möglicherweise durch eine Immunreaktion des Körpers revidiert und es kommt zur Abstoßung. Bei Organtransplantationen wurde festgestellt, dass 10 bis 15 Jahre nach der Operation die Funktion des Organs bei einem Teil der Patienten langsam verloren geht. Die genauen Ursachen dieses als chronische Abstoßung bezeichneten Phänomens sind noch unbekannt – Erklärungsversuche reichen von immuntechnologischen Problemen bis hin zur Toxizität der Immunsuppressiva selbst. Ungeklärt ist, ob diese Form der Abstoßung auch bei CTAs auftreten kann. Andererseits ist es auch möglich, dass es zu einer Art Annahme des neuen Körperteils kommen kann und die Dosis der Immunsuppressiva verringert werden kann.
Für die CTA ist es somit entscheidend, neue Immunsuppressiva mit weniger Nebenwirkungen einzuführen oder aber nach Möglichkeit eine Toleranz gegenüber dem Allograft zu induzieren und so ganz auf diese Medikamente verzichten zu können. Ein Ansatz der neueren Forschung ist dabei die Behandlung von dendritischen Zellen in vitro mit dem Chemotherapeutikum Mitomycin C, was zu fehlender Aktivierung der T-Zellen und so zur Toleranzinduktion führt. Die Behandlung mit Mitomycin C hat also einen immunsupprimierenden Effekt, wenn auch nur einen geringen, der durch weitere Forschung noch verbessert werden muss.

## Vorteile und Chancen
Die Vorteile der CTA liegen vor allen Dingen darin, verloren gegangene Funktionalität wieder zu erlangen und dabei die üblichen Nachteile der konventionellen Methoden zu vermeiden.
Die klassische rekonstruierende Chirurgie hat den entscheidenden Nachteil, dass für die besten Ergebnisse in Bezug auf Funktion und Ästhetik eigentlich Original-Gewebe zur Rekonstruktion der entsprechenden Stelle verwendet werden muss. Allerdings ist dies oftmals nicht möglich, entweder weil das Gewebe völlig zerstört wurde oder weil es schlichtweg nie vorhanden war (z. B. bei Fehlbildungen). In diesen Fällen ist es daher nötig, entweder mit Hilfe von körpereigenem Gewebe zerstörtes Gewebe nachzubilden oder durch Prothesen für den nötigen Ersatz zu sorgen. Jedoch können manche Körperteile nicht adäquat durch Prothesen ersetzt werden und bei einigen Autotransplantationen wiederum ist das Ergebnis ästhetisch nicht ansprechend. Besonders bei der Rekonstruktion des Gesichts lassen sich nur sehr schlechte Ergebnisse erzielen, wenn mit körpereigenem Gewebe, das aus anderen Körperregionen stammt, gearbeitet wird, und die Patienten erhalten ein „maskenhaftes“ Aussehen. Patienten mit solchen entstellten Gesichtern leiden oft ihr ganzes restliches Leben an ihrem Aussehen und weisen massive psychische Probleme auf. Dagegen schafft es die CTA in Form einer (Teil-)Gesichtstransplantation, gute bis sehr gute Ergebnisse zu erzielen. Dies lässt sich auch am Beispiel der 2005 operierten Französin Isabelle Dinoire sehen, die schon ein Jahr nach der Operation wieder in der Lage war zu lächeln.

## Nachteile und Kritik
Hauptkritikpunkt an der CTA ist die Tatsache, dass sie keine lebensrettende Maßnahme für den Patienten bedeutet, dass aber trotzdem lebenslang immunsupprimierende Medikamente eingenommen werden müssen, wenn es zu keiner Abstoßungsreaktion kommen soll.
Diese Medikamente haben aber je nach Präparat zahlreiche verschiedene unerwünschte Nebenwirkungen, z. B. Diabetes, Bluthochdruck, Verschlechterung der Nierenfunktion u. a., und erhöhen weiterhin das Risiko für Erkrankungen an Krebs oder an Infektionen.
Ein weiteres Problem stellt die Frage dar, was denn mit den Patienten im Falle einer Abstoßung geschieht. Bei Isabelle Dinoire beispielsweise wurde die Gesichtsnarbe im Zuge der Transplantation noch vergrößert, um das Spendergewebe besser einsetzen zu können. Sie wäre dann noch entstellter.
Ebenfalls entstellt – besonders bei einer Gesichtstransplantation – ist auch der verstorbene Spender. Das kann für die betroffene Familie und die Angehörigen eine große psychische Belastung sein und erfordert ein sehr sensibles Vorgehen seitens des Transplantationsteams. Bedenken gibt es aber auch um die Psyche des Empfängers: So wird angeführt, dass das Leben mit dem Gesicht eines fremden Toten eine zu große psychologische Belastung darstellen kann.